# François de Cuvilliés der Jüngere

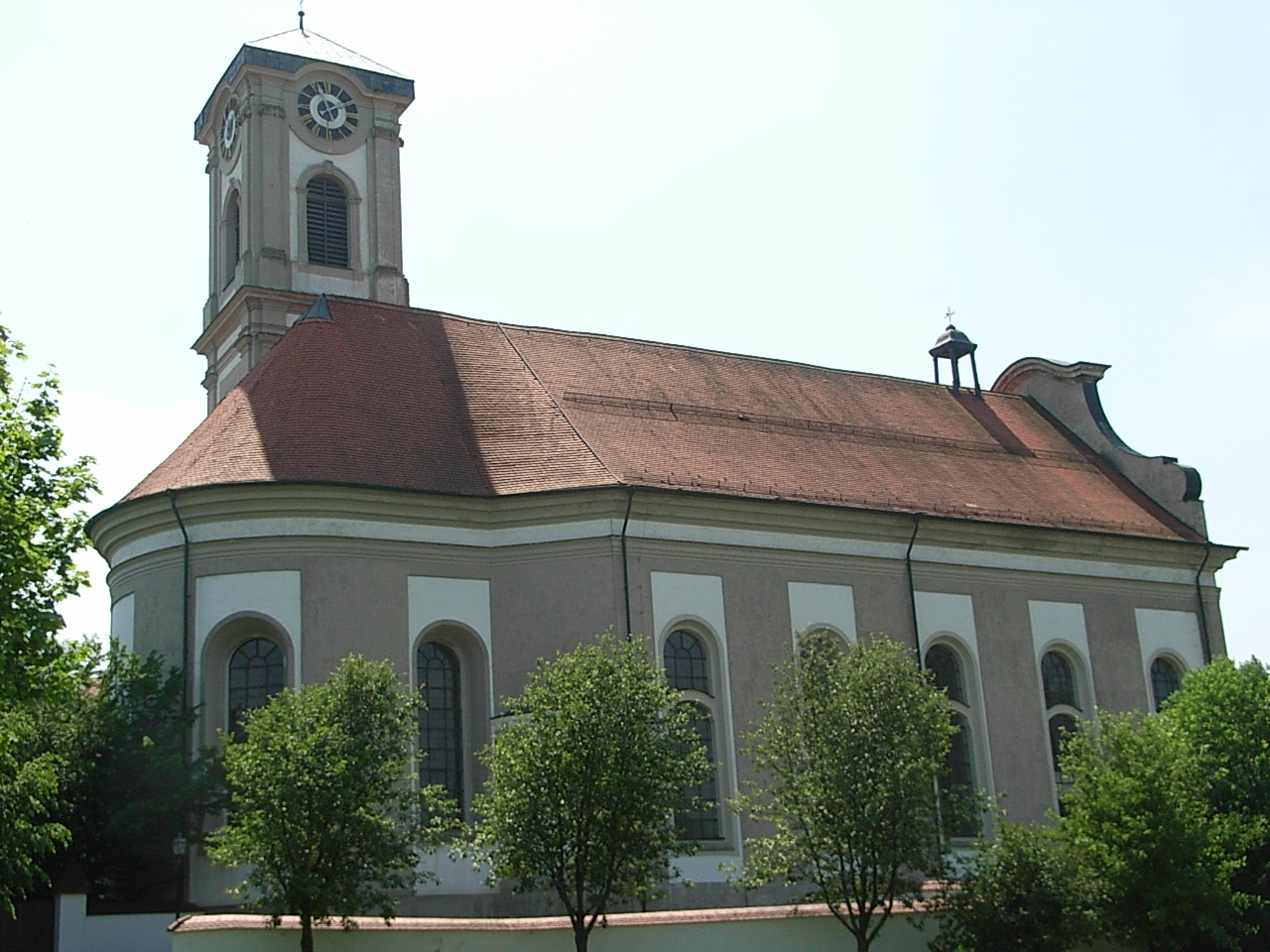
Ehemalige Klosterkirche Asbach

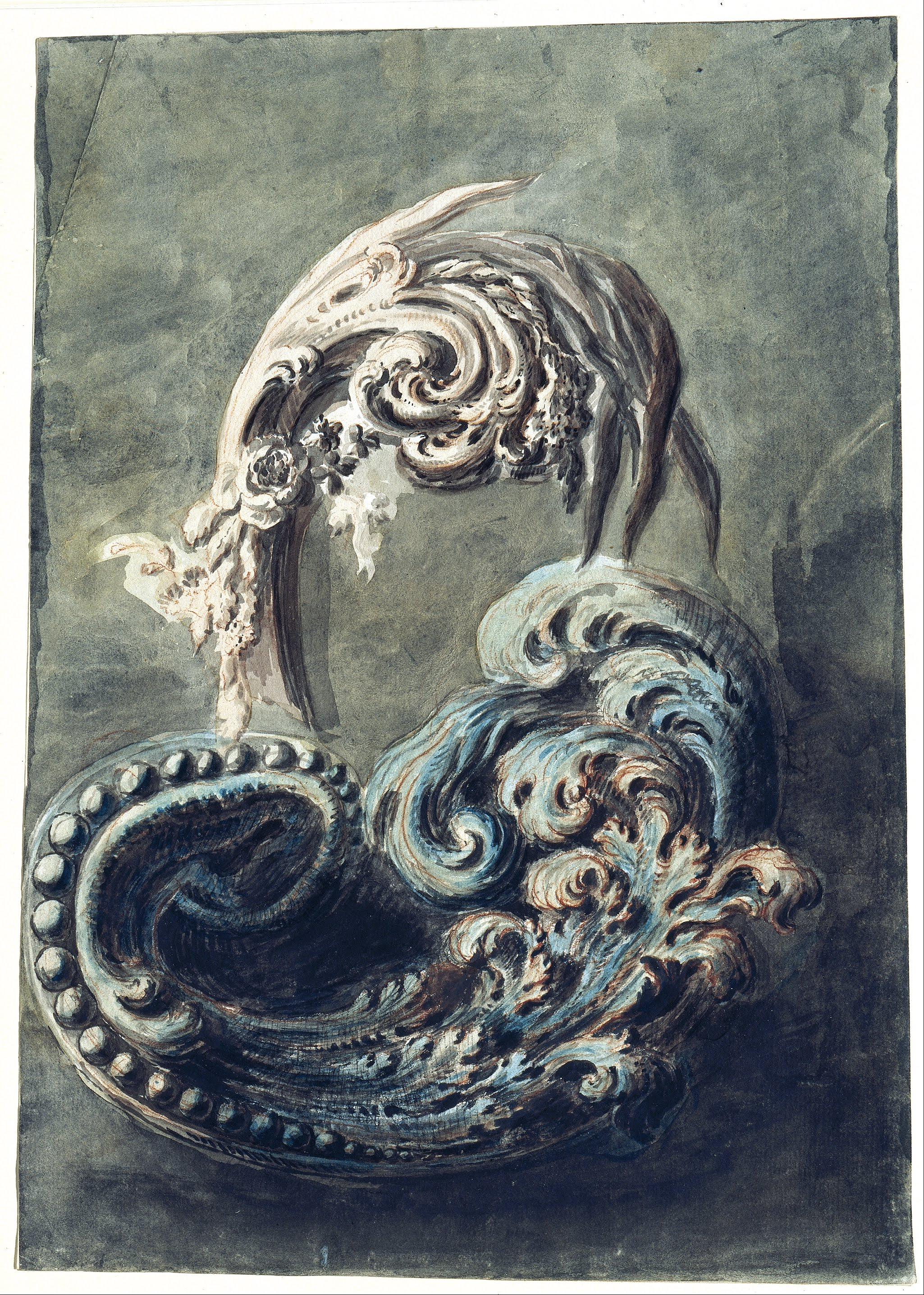
Aquarell einer Rocaille, 1768, Museum Kunstpalast

François de Cuvilliés der Jüngere (* 24. Oktober 1731 in München; † 10. Januar 1777 ebenda) war Sohn von François de Cuvilliés dem Älteren. Wie sein Vater war er ein Baumeister und Ornamentstecher.

## Leben
Cuvilliés ließ sich zunächst von seinem Vater ausbilden und studierte zuletzt an der Pariser Académie royale d’architecture. 1757 erhielt er eine Anstellung am kurfürstlichen Hof in München, um 1765 die Beförderung zum Hauptmann. Er stand in den Diensten seines Vaters, bis er nach dessen Tod 1768 Zweiter Oberhofbaumeister hinter Karl Albert von Lespilliez wurde. Seine Arbeiten leiten vom späten Rokoko zum Frühklassizismus über. Hintergrund war auch das Generalmandat des Kurfürsten Maximilian III. Joseph vom 4. Oktober 1770, in welchem dieser das Rokoko als „lächerliche“ Zierrat für Landkirchen praktisch verbot und eine „edle Simplicität“ forderte.
Cuvilliés der Jüngere setzte die Ornamentstich-Veröffentlichungen nach Werken seines Vaters fort. Sein nicht abgeschlossenes Lehrbuch Vitruve bavarois, benannt nach einem damals allgemein bekannten Lehrwerk des antiken Architekten Vitruv, war verschiedenen Künstlern und Richtungen Vorbild.

## Realisierungen
- 1769: Alte Hauptwache am Marienplatz (Thomass-Eck) in München
- 1771–1777: Pfarrkirche Zell an der Pram
- 1771–1780: Klosterkirche von Kloster Asbach
- 1774: Landschaftlicher Neubau am Oberanger in München